# 85É busz (Budapest)
A budapesti 85É jelzésű éjszakai autóbusz az Örs vezér tere és Kispest, Határ út között közlekedett. A viszonylatot a Budapesti Közlekedési Rt. üzemeltette.

## Története
A járat csak szilveszterkor közlekedett a 85-ös busz hosszabb útvonalán, először 1997. december 31-én, utoljára 2005. január 1-jén. 2005. szeptember 1-jétől útvonalának nagy részén a 909-es busz közlekedik egész évben.

## Útvonala
| Kispest, Határ út felé | Örs vezér tere felé |
| --- | --- |
| Örs vezér tere vá. – Fehér út – Élessarok – Kőrösi Csoma Sándor út – Harmat utca – Tavas utca – Bányató utca – Sibrik Miklós út – felüljáró – Szabó Ervin utca – Üllői út – Kispest, Határ út vá. | Kispest, Határ út vá. – Simonyi Zsigmond utca – Bartók Béla utca – felüljáró – Sibrik Miklós út – Bányató utca – Tavas utca – Harmat utca – Sibrik Miklós út – Mádi utca – Gitár utca – Harmat utca – Kőrösi Csoma Sándor út – Élessarok – Fehér út – Örs vezér tere vá. |

## Megállóhelyei
| 0  | Örs vezér tere végállomás                            | 26 | 45É, 61É, 78É, 144É |
| 1  | Finommechanikai Rt.                                  | 25 | 61É                 |
| 2  | Aluljáró                                             | 24 | 61É                 |
| ∫  | Sörgyár                                              | 23 | 28É, 61É            |
| 3  | Élessarok                                            | 22 | 28É, 61É            |
| 4  | Harmat utca (↓) Kőrösi Csoma Sándor út (↑)           | 21 | 28É                 |
| 5  | Ihász utca                                           | 20 | 28É                 |
| 6  | Gitár utca (↓) Harmat utca (↑)                       | 18 | 28É                 |
| 7  | Szlávy utca                                          | ∫  |                     |
| 8  | Kada utca                                            | ∫  |                     |
| 9  | Lavotta utca                                         | ∫  |                     |
| ∫  | Téglavető utca                                       | 17 | 28É                 |
| ∫  | Kocka utca                                           | 16 | 28É                 |
| ∫  | Kada utca                                            | 15 | 28É                 |
| ∫  | Lavotta utca                                         | 14 | 28É                 |
| ∫  | Mádi utca                                            | 13 | 28É                 |
| 10 | Sibrik Miklós út                                     | 12 |                     |
| 11 | Újhegyi sétány                                       | 11 |                     |
| 12 | Tavas utca                                           | ∫  |                     |
| 13 | Pára utca (↓) Mélytó utca (↑)                        | 10 |                     |
| 14 | Bányató utca                                         | 9  |                     |
| 15 | Gergely utca (↓) Sibrik Miklós út (Gergely utca) (↑) | 8  |                     |
| 16 | Felüljáró (↓) Gyömrői út (↑)                         | 7  |                     |
| 17 | Kőbánya-Kispest, MÁV-állomás                         | 6  |                     |
| ∫  | Soós utca                                            | 5  |                     |
| ∫  | Simonyi Zsigmond utca                                | 4  |                     |
| 18 | Kossuth tér                                          | 3  | 50É                 |
| 19 | Lehel utca                                           | 2  | 50É                 |
| 20 | Nyáry Pál utca (↓) Corvin körút (↑)                  | 1  | 50É                 |
| 21 | Kispest, Határ út végállomás                         | 0  | 14É, 50É            |